# 더 프랜차이즈
《더 프랜차이즈》(영어: The Franchise)는 HBO에서 2024년 10월 6일부터 방영 중인 풍자 코미디 텔레비전 시리즈이다.

## 출연
- 히메시 파텔
- 아야 캐시
- 제시카 하인스
- 빌리 매그너슨
- 롤리 아데포페
- 대런 골드스틴
- 아이작 파월
- 리처드 E. 그랜트
- 다니엘 브륄